# Breitspurstrecke Košice–Wien
Die Breitspurstrecke Košice–Wien (englisch Košice-Vienna broad gauge line; slowakisch Širokorozchodná trať Košice–Viedeň) war ein Projekt zur Errichtung einer Bahnstrecke in russischer Breitspur von Uschhorod nahe Kosice über Bratislava in den Raum Wien. Über die bestehende Bahnstrecke Uschhorod–Haniska wäre die Bahnstrecke zur Ukraine und somit zum russischen Breitspurnetz verbunden gewesen. Zur Umsetzung des Projekts wurde im Jahr 2008 die Breitspur Planungsgesellschaft mit Beteiligung von Russland, der Ukraine, der Slowakei und Österreich gegründet.
Die österreichische Verkehrsministerin Leonore Gewessler erklärte im April 2021, das Projekt nicht weiter zu verfolgen. Im Mai 2022, drei Monate nach dem Beginn des russischen Überfalls auf die Ukraine, leiteten die Österreichischen Bundesbahnen den Austritt aus der Breitspur Planungsgesellschaft ein. Im Jahr 2023 wurde die Breitspur Planungsgesellschaft endgültig aufgelöst. Das Projekt ist über die Planungsphase nicht hinausgekommen.

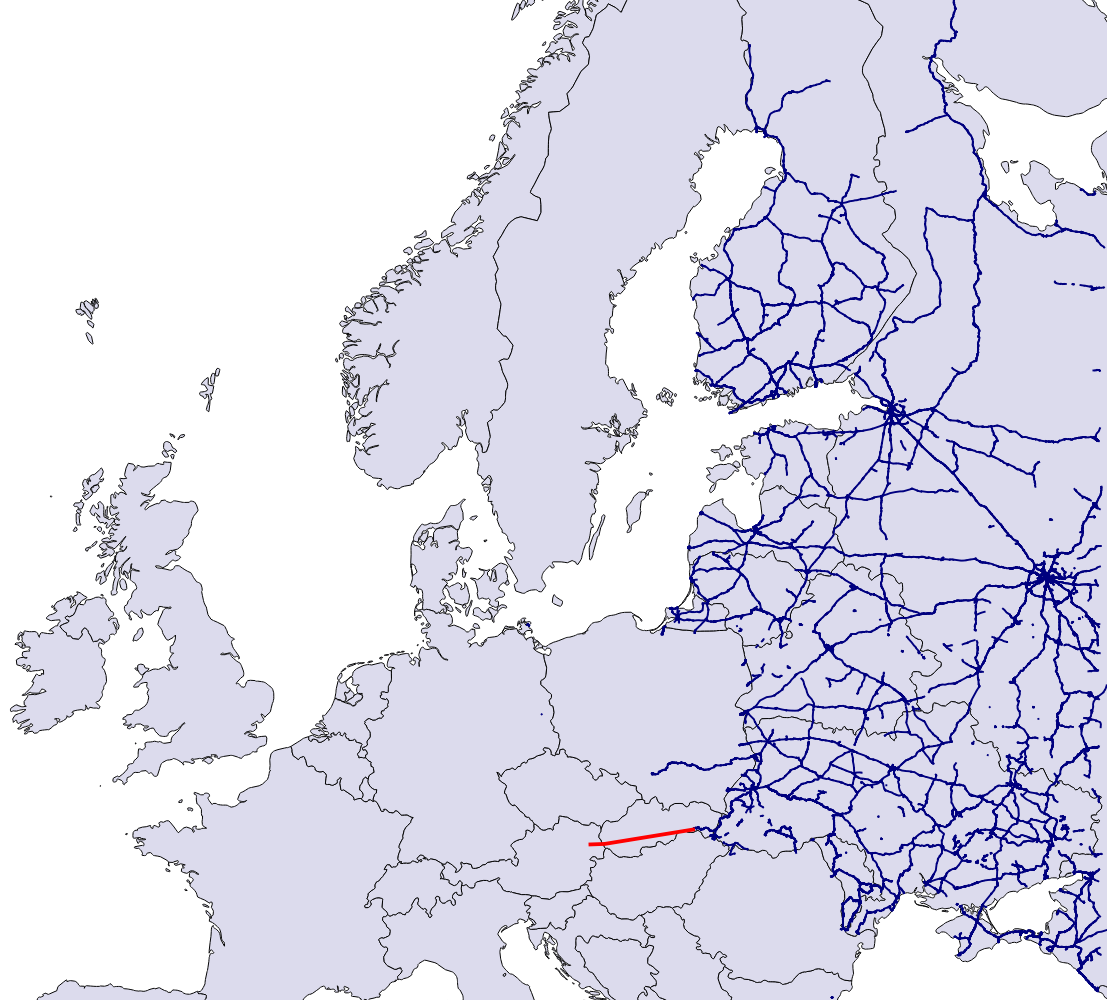
Die Breitspurbahnstrecke nach Wien (rot)

## Stand

### Technisch
Während das Eisenbahnnetz der GUS-Staaten überwiegend in der Spurweite von 1520 mm besteht, wurden die westlich (Mittel- und Westeuropa) und östlich (China) anschließenden Eisenbahnnetze in der Normalspur von 1435 mm errichtet. Der diese Netzgrenzen überschreitende Eisenbahnverkehr muss entweder die genutzten Eisenbahnfahrzeuge umspuren, Container oder Wechselaufbauten auf Waggons der anderen Spurweite umsetzen oder das Transportgut umladen. Dies verursacht zeitlichen und finanziellen Mehraufwand.

### Wirtschaftlich
Vorläufigen Schätzungen zufolge werden sich die Kosten des Projekts auf 6,3 Milliarden Euro belaufen. Der Bau der Terminals kostet weitere 240 Millionen Euro, die Anschaffung entsprechender Schienenfahrzeuge noch einmal 130 Millionen. Die Finanzierung des Projekts ist aber noch nicht geklärt. Die Russischen Eisenbahnen (RŽD) wollen zwei bis drei Milliarden Dollar in das Projekt investieren, finanziert durch Eurobonds-Ausschüttungen.
Die geplante Kapazität der Strecke liege bei 20 Millionen Tonnen jährlich. Nach Angaben von EU-Verkehrskommissar Siim Kallas würde der Bahnverkehr zwischen der EU und ihren östlichen Nachbarn von 2007 bis 2020 um 30 % zunehmen.

### Politisch
Die Breitspurstrecke Košice–Wien begann als Gemeinschaftsprojekt von Russland, der Ukraine, der Slowakei und Österreich. Es ist Teil der Initiative „Eurasische Landbrücke“ (eine ununterbrochene Bahnverbindung zwischen Europa und Ostasien) und auch im Kontext mit dem chinesischen Infrastrukturprojekt One Belt, One Road, auch als „Neue Seidenstraße“ bekannt, zu betrachten.
Die RŽD planen schon seit mehreren Jahren, ihr Breitspurnetz nach Westeuropa zu erweitern. Die Idee, eine Breitspurbahn von Košice nach Westen zu bauen, wurde erstmals vom Präsidenten der RŽD, Wladimir Iwanowitsch Jakunin, im Mai 2006 auf dem Forum „Strategische Partnerschaft 1520“ öffentlich geäußert. Am 7. Mai 2007 unterzeichneten die RŽD und das slowakische Ministerium für Verkehr, Post und Telekommunikation eine Absichtserklärung, die die Verlängerung der Breitspurstrecke bis Bratislava vorsieht. Absicht der RŽD war damals, ab 2016 Güterzüge bis Bratislava fahren zu lassen.
Dem Projekt traten die Eisenbahngesellschaften der Ukraine (Ukrsalisnyzja), der Slowakei (Železnice Slovenskej republiky – ŽSR) sowie die Österreichischen Bundesbahnen (ÖBB) bei. 2008 wurde die Breitspur PlanungsgesmbH gegründet, die ein Joint Venture dieser Bahnen ist, die gleichberechtigte Teilhaber der GmbH sind.
Am 6. April 2010 unterzeichneten die beteiligten Bahnen in Bratislava ein Abkommen, das eine Studie zur finanziellen Machbarkeit des Projekts initiieren sollte.
Im Juni 2010 gab die designierte slowakische Regierung bekannt, dass sie sich aus dem Projekt zurückziehe und die Planungen nicht weiter unterstütze. Die ÖBB erklärte im März 2011, dass sie mit einer möglichen Fertigstellung nicht vor 2024 rechne. Auch im bis zum Jahr 2032 reichenden Ausbauplan für die österreichische Eisenbahninfrastruktur „Zielnetz 2025+“ wird das Projekt nicht erwähnt.
Bei einem Treffen im Mai 2011 unterzeichneten die österreichische Verkehrsministerin Doris Bures, ÖBB-Chef Christian Kern, ÖBB-Aufsichtsratschef Horst Pöchhacker sowie der Chef der russischen Staatsbahn, Wladimir Iwanowitsch Jakunin, einen Zwischenvertrag für das verkehrspolitische Großprojekt. Hier wurde vereinbart, ab Ende 2011 eine neue, umfassendere Machbarkeitsstudie in Angriff zu nehmen.
Im Juni 2012 zeigte eine EU-Delegation mit Verkehrskommissar Siim Kallas an der Spitze auf einer Konferenz in Sotschi ihre Unterstützung für das Projekt.
Im Juli 2013 unterzeichneten die Chefs der beteiligten Bahnen – auch die Slowakei war wieder dabei – ein „Memorandum of Understanding“ mit dem Ziel, bis Ende 2013 eine Projektstudie zur Verlängerung der Breitspurstrecke bis nach Österreich auszuarbeiten. Die Letztentscheidung über das Projekt sollte demnach bis Mitte 2014 fallen.
Trotz der Krise in der Ukraine 2014 und des europäischen Handelsboykotts gegen Russland ab August 2014 blieb die Bau-Absicht seitens der Bahngesellschaften bestehen. Im Oktober 2014 reiste eine österreichische Wirtschaftsdelegation nach Moskau. Nach damaliger Schätzung würden Breitspurgüterzüge nicht vor 2029 nach Wien rollen.
Als Impuls für die zügigere Weiterführung des Vorhabens wurde im Sommer 2017 auf österreichischer Seite eine Machbarkeitsstudie präsentiert, die riesige wirtschaftliche Chancen ortete. Ebenfalls 2017 wurde zugunsten des Burgenlandes der Raum Kittsee–Parndorf als möglicher Standort des Schienenumschlagplatzes favorisiert.
Um dem Projekt neuen Schub zu geben, unterschieben im Februar 2018 Österreich (Vertreter: Verkehrsminister Norbert Hofer), die Russische Föderation (Verkehrsminister Maxim Sokolow), die ÖBB sowie die russische Staatsbahn Zusatzvereinbarungen zu den bisherigen Abkommen, die als Start für die „letzte Studienphase“ unter anderem zeitnahe Umweltverträglichkeitsprüfungen in Österreich und in der Slowakei beinhalten. Als Zeithorizont der Inbetriebnahme wurde das Jahr 2033 in Aussicht genommen.
Eine gemeinsame Absichtserklärung zwischen Russland, der Slowakei und Österreich zur Realisierung der Güterzugstrecke Košice–Bratislava–Wien mit einer Spurweite von 1520 mm wurde am 18. März 2019 am Rande des Internationalen Eisenbahnkongresses in Wien unterzeichnet. Außerdem wurden sechs weitere, jeweils bilaterale, Absichtserklärungen auf Geschäftsebene getroffen.
Am 12. Mai 2022 wurde bekannt, dass die ÖBB aus der Projektgesellschaft austreten möchte. Dazu ist entweder ein Aufkaufen der Anteile durch die anderen oder ein Auflösen der Gesellschaft notwendig. Als Zeithorizont wurde Ende 2022 genannt.

## Ziel

Karte der Verkehrskorridore Europas; in der Nähe von Wien befindet sich einer der größten Knotenpunkte

### Technisch
Eine Machbarkeitsstudie der Roland Berger Strategy Consultants besagt, dass das Projekt sowohl technisch wie rechtlich machbar sei. Die Breitspurstrecke Košice–Wien wäre eine Verlängerung der russischen Spurweite und der damit verbundenen Infrastruktur um rund 450 km in den Großraum Wien sowie die Reaktivierung der bereits vorhandenen 87 km langen Breitspurstrecke zwischen Matovce und Košice in der Slowakei. Am westlichen Ende der Infrastruktur soll in der Nähe von Wien und Bratislava ein Umschlag-Terminal errichtet werden. Dieser wäre dann der westlichste Punkt, den die russische Breitspur erreicht.
Die Planung sieht eine eingleisige Bahnstrecke vor, wobei Oberbau und Kunstbauten von Anfang an auf Zweigleisigkeit ausgelegt werden sollen. Die Elektrifizierung soll mit 3000 V Gleichstrom erfolgen, die Strecke für Höchstgeschwindigkeiten von 160 km/h für Personenzüge und 120 km/h für Güterzüge ausgelegt werden.
Eine Breitspurstrecke Košice–Wien vermeidet nicht den Systembruch zwischen den beiden Netzen unterschiedlicher Spurweiten, verschöbe aber den Brechpunkt nach Westen bis Wien. Von dort aus wäre dann ohne Systembruch über die Transsibirische Eisenbahn das Japanische Meer zu erreichen. Zu dem attraktiven chinesischen Verkehrsmarkt bestünde aber weiter ein Systembruch. Von russischer Seite wird der Vorteil dieser Westverschiebung darin gesehen, dass administrative Hürden, die an der ukrainischen Grenze gesehen werden, verringert würden. Als Neubaustrecke ließe das Projekt auch im Güterverkehr höhere Geschwindigkeiten zu. Anfang 2018 wurde von österreichischer Seite von 10 Tagen als möglicher Transportzeit zwischen Mitteleuropa und Ostasien gesprochen. In Österreich und der Slowakei besteht ein Interesse, mit dem Projekt internationalen Verkehr an sich zu ziehen.

### Wirtschaftlich
Bis 2025 soll der Warenumschlag zwischen Košice und Bratislava auf jährlich 24 Millionen Tonnen steigen, der Warenumschlag zwischen Bratislava und Wien auf 19 Millionen Tonnen. Während der Umsetzung des Projekts entstünden 642.000 neue Arbeitsplätze, davon allein 11.000 für die Instandhaltung der Infrastruktur der neuen Strecken. Das Projekt soll darüber hinaus einen Zuwachs des Bruttosozialprodukts aller Teilnehmerländer um 12 Milliarden Euro ermöglichen. Die Wasserstraße Donau wäre so ohne Systemwechsel mit der Transsibirischen Eisenbahn verbunden.
Marktforschungsstudien zufolge würden die meisten Transporte auf der neuen Strecke gen Westen auf Container, Eisenerz und Metalle entfallen. 30 % aller Transporte gehen in Richtung Osten.

## Kritik
Das größte Problem des Projekts sei nach Ansicht von EU-Kommissar Kallas, dass russische Logistikfirmen deutlich weniger zahlen müssen als solche aus der EU.
Polnische Vertreter fürchten eine wirtschaftliche Isolierung Polens.
Von Seiten der Gemeinden, in denen der Güterterminal am Ende der Breitspurbahn im Großraum Wien geplant war, kamen massive Proteste. So haben sich beispielsweise in Kittsee Mandatare aller im Gemeinderat vertretenen Parteien gemeinsam gegen die Errichtung eines Terminals in Gemeindenähe ausgesprochen. Neben den unmittelbaren Auswirkungen der Verladeanlagen wurden auch zusätzliche Belastungen durch die Lastkraftwagen befürchtet, mit denen von der Breitspurbahn kommende Güter weiter transportiert werden.